# Betaalmuur
Een betaalmuur (of, ontleend aan het Engels: paywall) is een manier om digitale informatie of kennis af te schermen, en alleen toegang te verlenen na betaling. Er kan worden gevraagd om eenmalige betaling of structureel (met een abonnement). Vaak is een samenvatting, voorvertoning of inleiding te lezen zonder betaling, maar dient men te betalen voor het gehele artikel of document.
Veel journalistieke en opiniërende media en wetenschappelijke tijdschriften werken met dit model om zo ervoor te zorgen dat lezers betalen voor het werk van de redactie. Onder meer de online versies van kwaliteitskranten (zoals de Nederlandse kranten NRC, de Volkskrant en Trouw) maken gebruik van betaalmuren. Alternatieve bedrijfsmodellen om inkomsten te werven zijn onder andere advertenties en donateurs.
Soms is er de keuze tussen enerzijds gratis gebruik met reclame, en anderzijds tegen eenmalige of periodieke betaling zonder reclame. Dit is bijvoorbeeld het geval bij YouTube met reclame, en een abonnement (YouTube Premium) zonder reclame. Een adblocker kan soms gratis gebruik zonder reclame mogelijk maken.